# Ридзонг-Гомпа
Ридзонг — гомпа и дзонг, школы Гелуг и жёлтошапочных буддистов. Называется также Юма-Чангчублинг. Находится в Ладакхе, Индия. Расположен на гребне скального кряжа, южнее течёт Инд. До монастыря можно добраться, если двигаться по дороге от Алчи-Гомпа на запад, а потом свернуть на север. Он был основан в 1831 ламой Цултимом Нима из школы Гелуг. По-тибетски монастырь назвали ri rdzong, дословно: горный форт-монастырь. Около 40 монахов в монастыре. О монастыре говорят, что он «рай для медитации» и известен крайне строгим уставом и правилами.
Женский монастырь находится в 26 км от него и называется «Джеличун» или Чуличан (Чомолинг), там сейчас около 20 монахинь.
Верят, что давным-давно Гуру Падмасамбхава медитировал в пещере, рядом с которой построили монастырь. Вокруг монастыря разбросаны пещеры, где иногда уединяются ламы для длительных медитаций. Жители ближайших деревень приносили затворникам еду один раз в день, её клали в небольшое окно (около 30 см), так что лама не видел жертвователей.

## Историческая ситуация

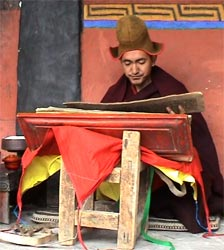
Монах Ридзонга читает сутры Махаяны, держа их на специальной подставке. Он сидит на улице, а не в молитвенном зале

До основания монастыря в 1831 здесь жило несколько отшельников, преподававших буддийскую философию монахам, желавшим учиться у них.
В 18 веке Лама Цултим Нима медитировал у rDzong-lung, ему понравилось это место и он создал небольшой скит для медитаций и помощи учащимся монахам. К нему стали приходить ученики, они жили в землянках и читали gso-shyong. Цултим установил очень строгую винаю для своих учеников, вот некоторые пункты:
- Монахи не покидают монастырь, кроме случаев болезни.
- Постельные принадлежности не допускаются.
- Монахи не трогают вещи, к которым прикасаются женщины (пусть даже сёстры монаха).
- До восхода и после заката монахи не покидают свои кельи (исключение — принести воду).
- Монах не владеет ничем, даже иголкой.
- Огонь в кельях не зажигают.
- То, что жертвуют одному монаху, поступает в общее пользование.
- Вокруг скита три границы, женщина не может спать даже между внешней и средней границей.
- В случае слухов о монахе, нарушившем правила — монах временно исключается из братства

Исполняя эти правила, монахи сделались очень чуткими и не смели даже срезать травинку или раздавить насекомое. Прошли годы и к скиту стекались буддисты-паломники со всего Ладакха. Царь ладакха сделал крупное пожертвование монастырю, а царица отправилась в паломничество, чтобы увидеть скит. Вскоре ученикам перестало хватать места и Цултим Нима решил возвести монастырь.

## Основание

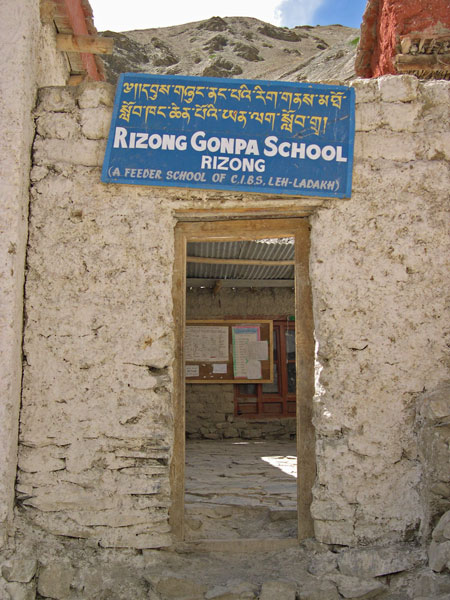
Монастырская школа

Лама Цултим Нима выбрал место недалеко от деревни и решил построить монастырь в месте называемом Ri-rdzong, место подходило благодаря наличию воды и топлива. Он начал собирать пожертвования на монастырь, а жители добровольно помогали в строительстве. В 1831 был построен монастырь и несколько святилищ снаружи Главные постройки — три зала. В двух залах большие статуи Будды, а в третьем — ступа.
Монастырь прославился отстаиванием «Винаи в строгом понимании смысла этого слова», поэтому в этом монастыре нет танцев в масках и некоторых других ритуалов.
В монастыре было два тулку: лама Цултим Нима и его сын Срас-ринпоче, бывший настоятель монастыря в основном жил в Манали и позднее стал настоятелем rgyud smad Дратсанг. Настоятель был возведён в ранг «Dga-ldan Khirpa» высший в тибетской схоластике, после двух лет. В отсутствие этих двух воплощенцев, их обязанности исполняли другие монахи; старший монах (Inas batan) следит за режимом монахов, тогда как его помощник заботится о поставках пищи и некоторых необходимых вещей. В монастыре полностью контролируется вся хозяйственная деятельность. Обитатели делятся на: лам-монахов, чомос (это монахини из соседнего монастыря) и местные жители; чётко определяются обязанности всех этих людей.

## План построек
|                |                |
| Вид на Ридзонг | Весь монастырь |

Места для поклонения и проведения служб находятся в нескольких постройках.

### Реликварий
Реликварий, по-ладакхски и тибетски sku gdung, находится в центре монастыря, в нём хранятся мощи настоятеля, он окружён фресками божеств и Дхармараджей.

### Зал Собраний
В зале собраний установлена статуя Шакьямуни в центре, справа от него Амитаюс-Tse-dpag-med, Цонгкхапа-rje-Rin po-che, Сра-ринпоче Еша Рабгье и Ямантака, далее другие божества. Слева от Шакьямуни, владыка Авалокитешвара и Махакала. В главном зале висят тханки Далмачодпы и Ламримса.
Книги Ганджура и Данджура (Bka-gyur и bstan-gyur) хранятся у стен. Центральный трон предназначен для основателя и соседние троны для Сра-ринпоче и кханпо (настоятеля) монастыря. Тома жития Цултима Нимы, а также работы Сра-ринпоче хранятся здесь.

### Священная комната
На западе зал со статуей Махакалы (защитника монастыря), статуя основателя, его второго воплощения, Нацана Цултхрима Дорджи и Ступа. У каждой стены — по две статуи настоятелей.

### Святилище Тхинчен
В святилище есть фрески изображающие жизнь Шакьямуни; ступа-ченгчуб из золота, Джово ринпоче, ченгчуб-ступа из серебра, Арья Авалокитешвара, сидящий Майтрейя, и полки с Кагьюром.

### Другие постройки
На востоке расположена статуя Чже Цонгкхапы, Кхадрубдже и Гьялцабдже (rgyal-tsabrje). Тридцать томов их работ хранятся там же.
Над залом собраний есть небольшое святилище для мандалы Ямантаки (и btra-shis-gyhi-skyong). По четырём сторонам мандалы стоят статуи.

### Женский монастырь Джуличен
|                           |                   |
| Шакьямуни и ступа у стены | Росписи святилища |

В Джуличене живут 26 монахинь, их монастырь подчиняется Ридзонгу. Административный совет Радзонга сообщает монахиням, какая помощь нужна Ридзонгу и монахини много работают. Многие старые монахини до сих пор целый день работают в поле, делают абрикосовое масло, прядут, доят коров. Но молодым монахиням, которые более образованы, разрешается целиком посвятить себя буддийской философии и медитации.

Анна Гутсчов описывает тяжёлую жизнь в монастыре: 
Монахини — как пчёлы в улье — монастыре, в то время как монахи больше занимаются ритуалами. От зари и до зари, они работают собирая яблоки, абрикосы, шерсть, зерно, так монастырь скопил большие богатства. Хотя монастырь вознёсся к небу, в этой уединённой долине, отдалившись гораздо дальше от человеческой жизни, приземистый и обветшалый женский монастырь примостился среди монастырских полей и садов. Четверть монашек роется в огромных кучах ячменя, сушат абрикосы, шерстяная одежда весит готовясь к окраске, брошенные станки, и плуги в различной степени неисправности. Монахини работают или готовят большую часть времени, они живут в кельях без религиозных изображений.
Анна Гримшоу исследовала жизнь женского монастыря. Она описала тяжёлый и безвозмездный труд: большая часть урожая забирается в Ридзонг, а монахиням оставляют установленное количество еды. У них остаётся очень мало времени на религиозные практики и молитвы.
Палмо, буддист-иностранец, боролся за права монахинь, которые сильно ущемлялись ладакхскими ламами. К Джуличену был добавлен монастырь Вакахал, между 1995 и 1998. Была созвана конференция с целью обсудить положение монахинь. Четыре женских монастыря были построены в Ладакхе и Занскаре под покровительством Ладакхской ассоциации монахинь (Ladakh’s Nuns Association (LNA)) созданной Палмо. Это улучшило образование и, видимо, материальное положение монахинь Ладакха.

## Информация для посетителей
Расположен в 73 км от Леха. До Леха можно добраться по воздуху или на машине.